# Rușchița, Caraș-Severin
Rușchița este un sat în comuna Rusca Montană din județul Caraș-Severin, Banat, România.
În România, cea mai importantă sursă de marmură este zăcământul de la Rușchița (marmură de Rușchița).

## Imagini

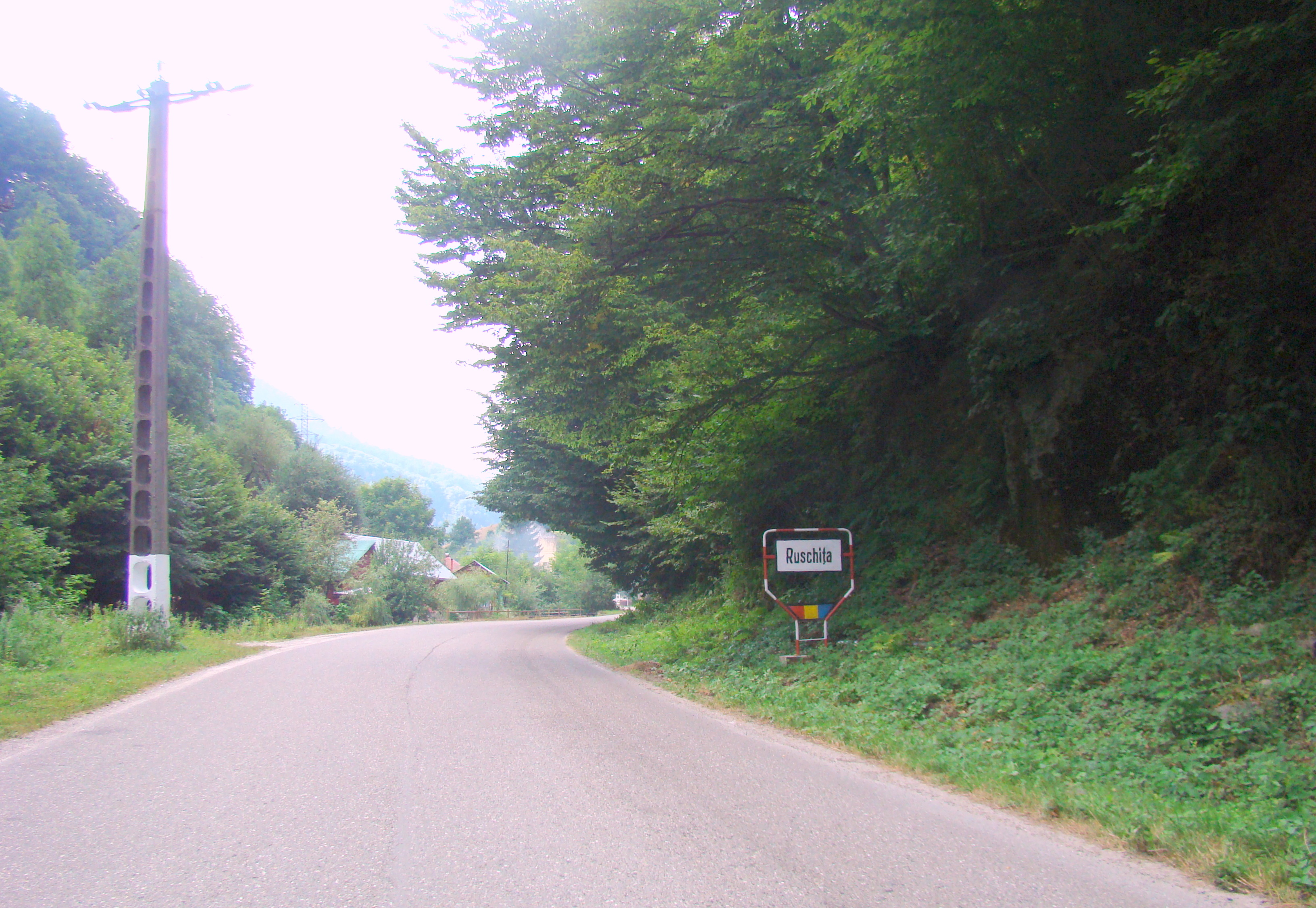
Intrarea în localitate dinspre Rusca Montană
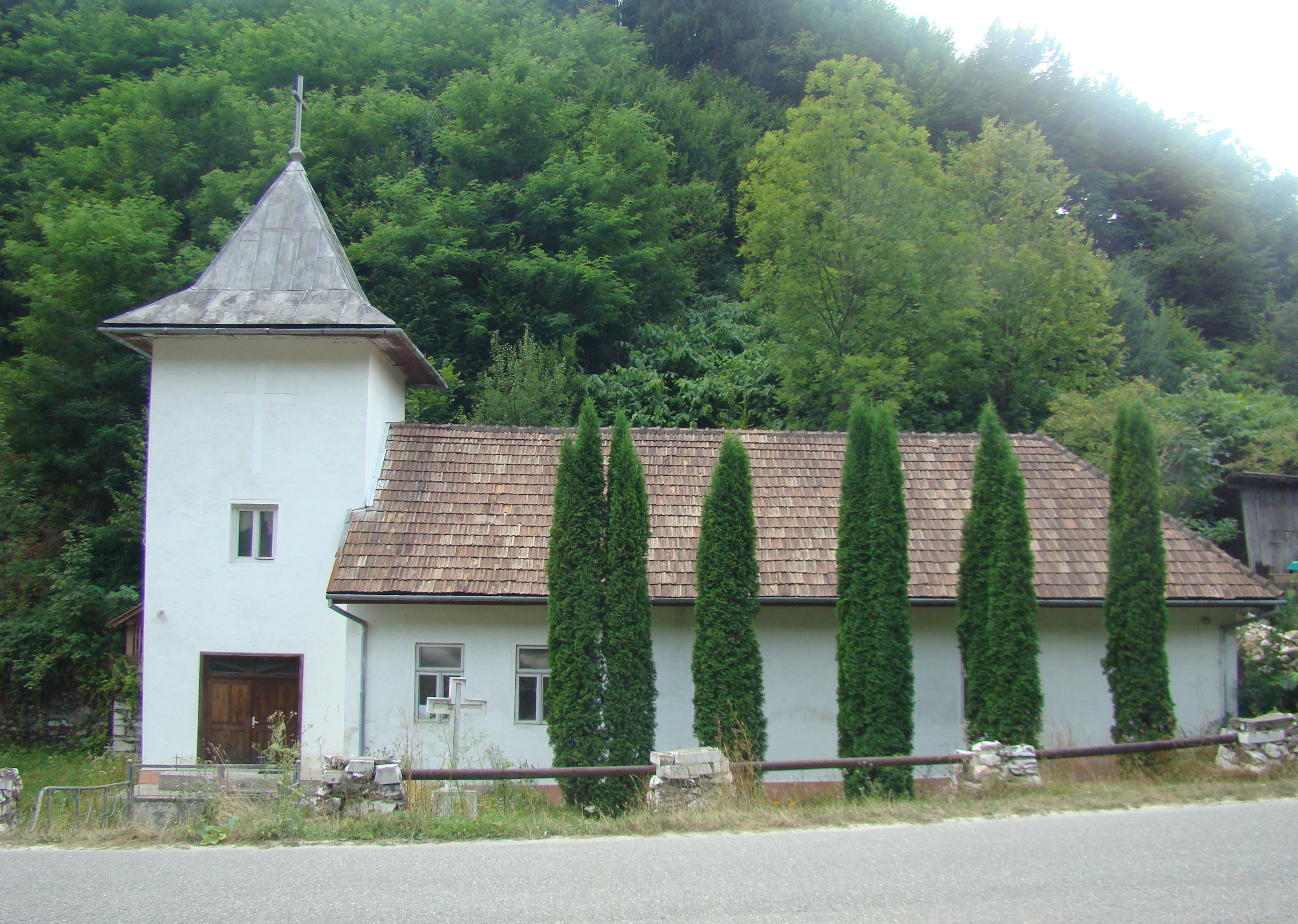
Biserica romano-catolică „Sfânta Barbara”
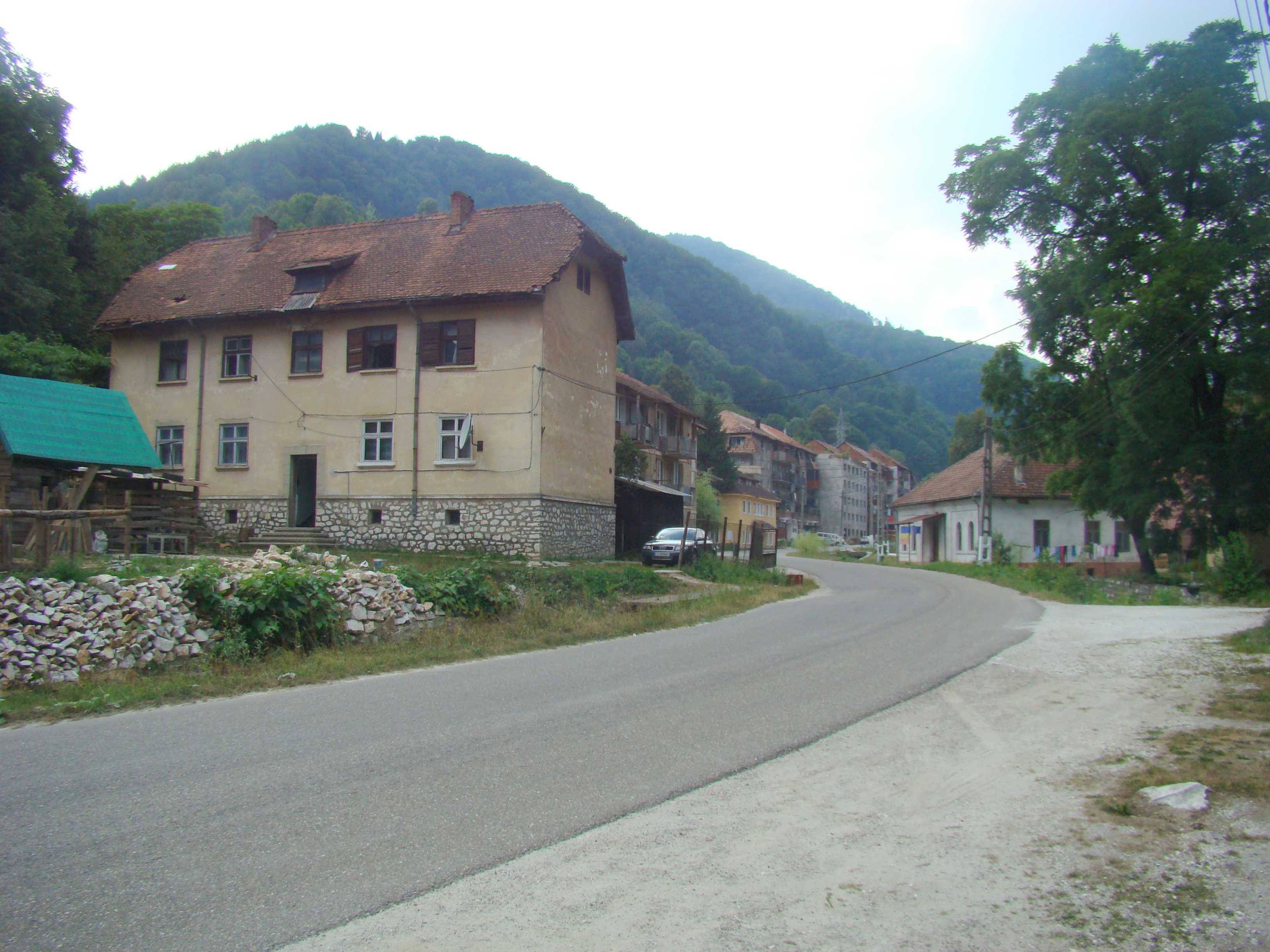
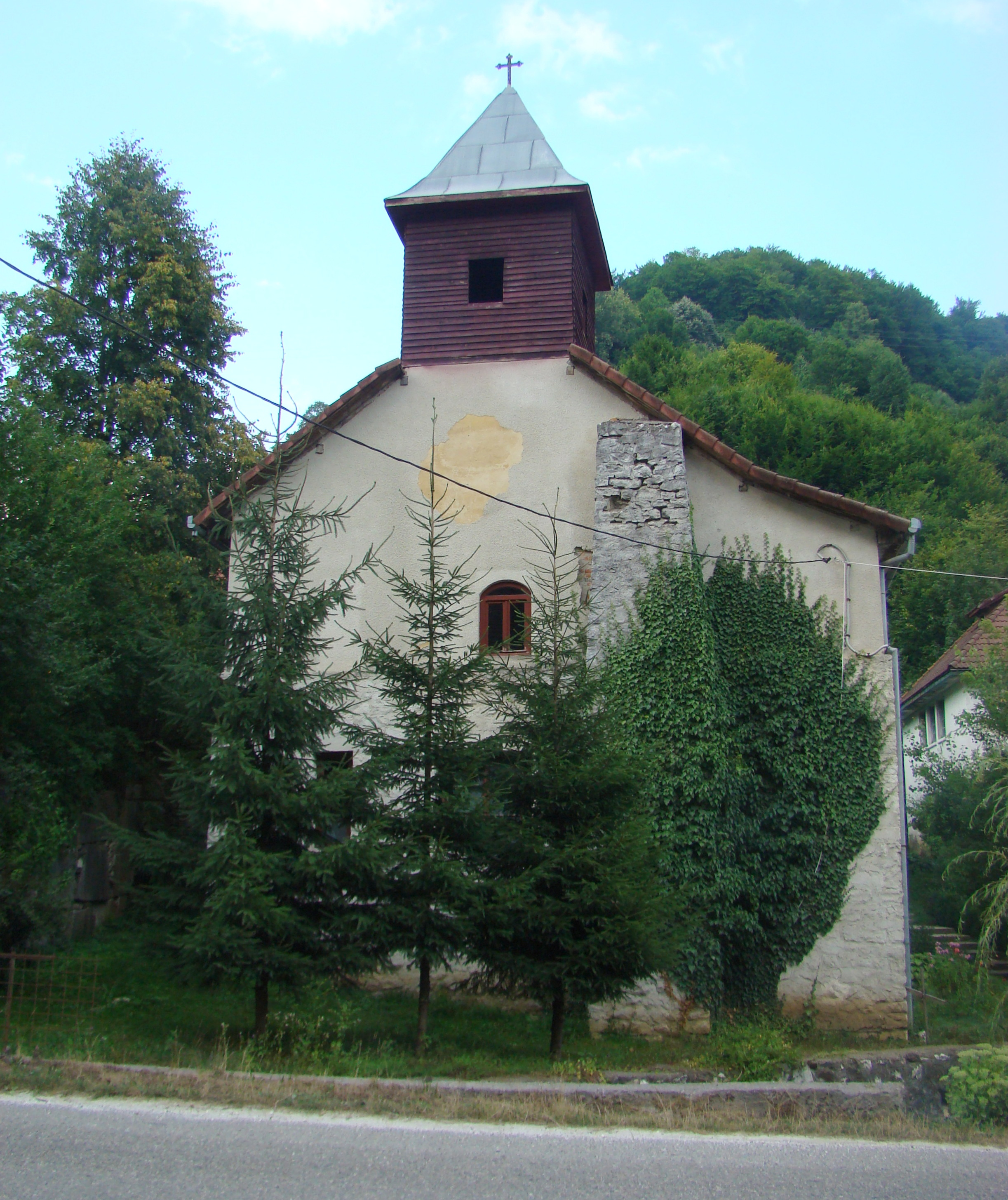
Biserica ortodoxă
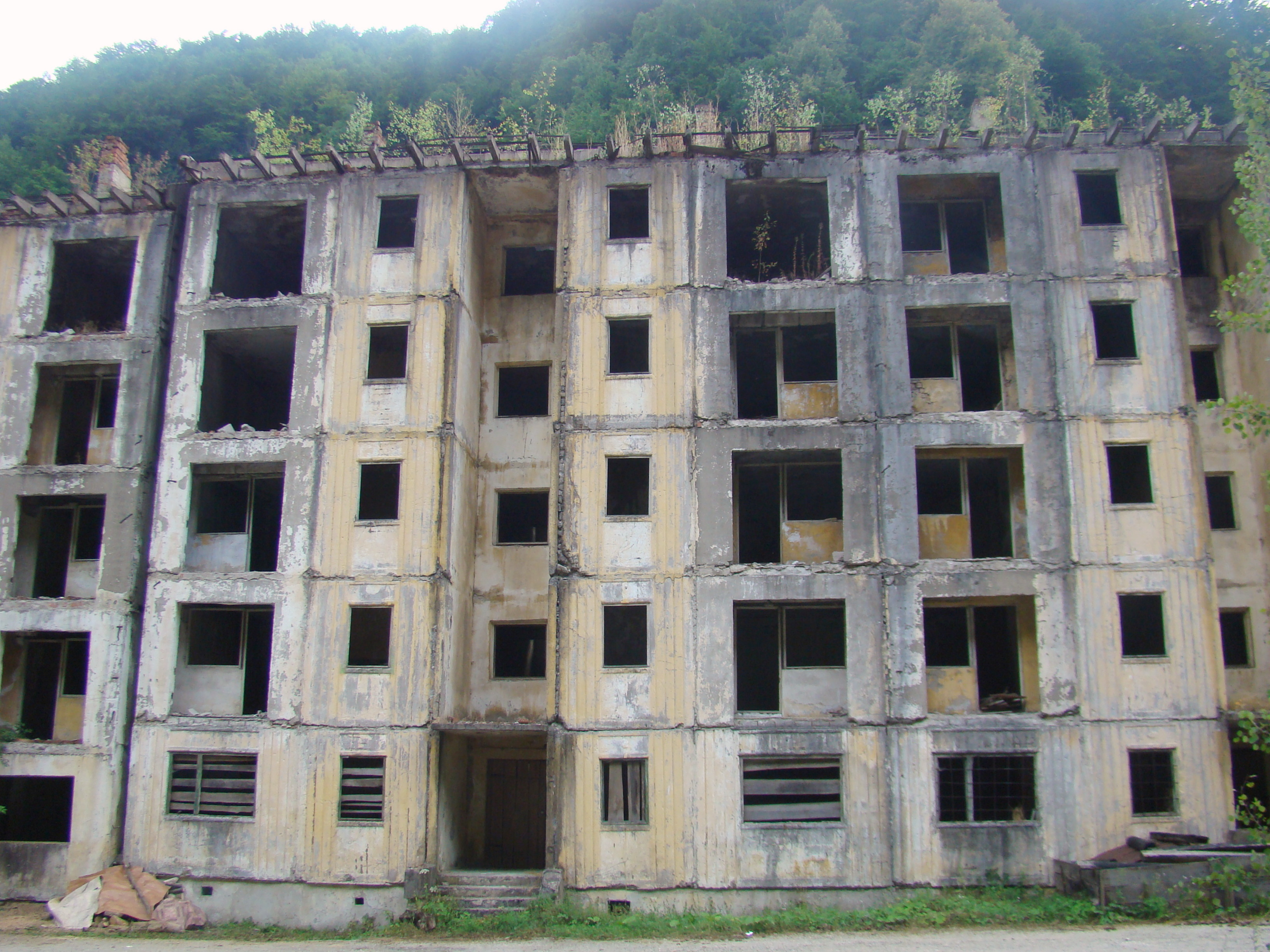
„Ruinele comunismului”, Ruşchiţa era o aşezare minieră populată şi înfloritoare